# Operador hermític
Un operador hermític (també anomenat hermític) definit sobre un espai de Hilbert és un operador lineal que, sobre un cert domini, coincideix amb el seu propi operador adjunt. Una propietat important d'aquests operadors és que els seus autovalors són sempre nombres reals. Quan el domini d'un operador hermític i el del seu operador adjunt coincideixen totalment es diu que és un operador autoadjunt. En un espai de Hilbert de dimensió finita tot operador hermític és també autoadjunt.

## Dimensió finita
En espais de Hilbert de dimensió finita tot operador hermític és també autoadjunt. A més en dimensió finita un operador hermític fixada una base ortogonal ve donat per una matriu hermítica i diagonalitzable.
Una matriu és hermítica o autoadjunta quan és igual a la seva pròpia adjunta i és antihermítica quan és igual a la seva transposada conjugada multiplicada per -1.
Sobre espais vectorials reals, les matrius hermítiques coincideixen amb les matrius simètriques i les antihermítiques amb les antisimètriques. Aquests operadors es poden representar com una matriu diagonal (en una base ortonormal) de nombres reals. Aquest concepte es pot generalitzar a un espai de Hilbert de dimensió arbitrària.

## Dimensió infinita
En espais de dimensió infinita, com els espais de Hilbert que apareixen en anàlisi funcional i en mecànica quàntica, un operador pot ser hermític però no autoadjunt (encara que tots els operadors autoadjunts són evidentment hermítics).
L'interès en els operadors en mecànica quàntica es deu al fet que en la formulació de Dirac-von Neumann, els possibles valors dels observables físics o magnituds físiques, són precisament els i'autovalor és de certs operadors que representen la magnitud física. Així doncs el que un operador pugui ser interpretat com una magnitud físicament mesurable requereix que els seus autovalors siguin nombres reals, condició que queda garantida si els observables es representen per operadors Hermite.

## Operadors autoadjunts
La conseqüència més important que un operador hermític sigui també autoadjunt és que llavors se li pot aplicar el teorema de descomposició espectral. Per a un operador hermític en un espai de Hilbert de dimensió infinita en general no existeix la "resolució espectral de la identitat", que sí que està garantida per a operadors autoadjunts.
Tots els operadors importants de la mecànica quàntica com la posició, el momentum, el moment angular, l'energia o l'espín es representen com a operadors autoadjunts a un domini dens espai de Hilbert {\displaystyle L^{2}(\mathbb {R} ^{3})}. Un altre operador particularment important per a un sistema quàntic és l'operador hamiltonià definit per: 

{\displaystyle {\hat {H}}\psi =-{\frac {\hbar ^{2}}{2m}}\Delta \psi +V\psi }

que, com observable, correspon a l'energia total d'una partícula de massa  m  en un camp de potencial  V  i que per a la majoria dels sistemes és un operador no-acotat, relacionat amb el fet que en aquests sistemes no hi ha un valor màxim per l'energia que pot tenir una partícula.
És interessant notar que normalment els operadors no acotats, com l'operador Hamiltonià no estan definits en tot l'espai, sinó només en un domini dens. Els estats sobre els quals no està definits correspondrien a estats de "energia infinita". Per exemple per a l'oscil·lador harmònic quàntic unidimensional en què  V  ( x ) =  x   2 , l'operador hamiltonià no està definit sobre l'estat quàntic: 

{\displaystyle \Psi (x)={\frac {6}{\pi ^{2}}}\sum _{k=1}^{\infty }{\frac {\psi _{k}(x)}{k}}}

On {\displaystyle \psi _{n}(x)} són els estats estacionaris normalitzats, i l'energia de cada un d'ells {\displaystyle {\hat {H}}\psi _{n}(x)=\hbar \omega [a+(1/2)]\cdot \psi _{n}(x)}. És senzill veure que el hamiltonià no està definit per a aquest estat: 

{\displaystyle {\hat {H}}\psi (x)={\frac {6}{\pi ^{2}}}\sum _{k=1}^{\infty }{\frac {{\hat {H}}\psi _{k}(x)}{k}}={\frac {6}{\pi ^{2}}}\sum _{k=1}^{\infty }{\frac {k+1/2}{k}}\psi _{k}(x)=\infty }

## Exemples

### Operador hermític en dimensió finita
Matriu hermítica A +: = (A *)  T  = A. Els elements de la diagonal han de ser reals, per exemple: 

{\displaystyle A\quad ={\begin{pmatrix}13&3-4i\\3+4i&2\end{pmatrix}}\quad \qquad \Rightarrow \qquad A^{T}\quad ={\begin{pmatrix}13&3+4i\\3-4i&2\end{pmatrix}}=A^{*}}

És interessant notar que la matriu inversa d'una matriu hermítica és també hermítica: 

{\displaystyle A^{-1}={\begin{pmatrix}2&-3+4i\\-3-4i&13\end{pmatrix}}\qquad \Rightarrow \qquad \left(A^{-T}\right)={\begin{pmatrix}2&3+4i\\-3+4i&13\end{pmatrix}}=(A^{*})^{-1}}

### Operadors hermítics en dimensió infinita
El cas de la dimensió infinita és més complicat, ja que un operador hermític no necessàriament és autoadjunt, a diferència del que succeeix en dimensió finita. Com els espais de Hilbert de la descripció quàntica dels sistemes reals solen ser de dimensió infinita, el cas de dimensió infinita té un interès físic directe.
Un exemple ben conegut és el moment lineal en direcció radial, que des del punt de vista clàssic és una magnitud física mesurable, però la seva generalització quàntic és un operador hermític però no autoadjunt. Consegüentment, no existeix un experiment quàntic que pugui mesurar genuïnament el moment radial, en no ser un observable.